# グスタフ・アドルフ・ノスケ

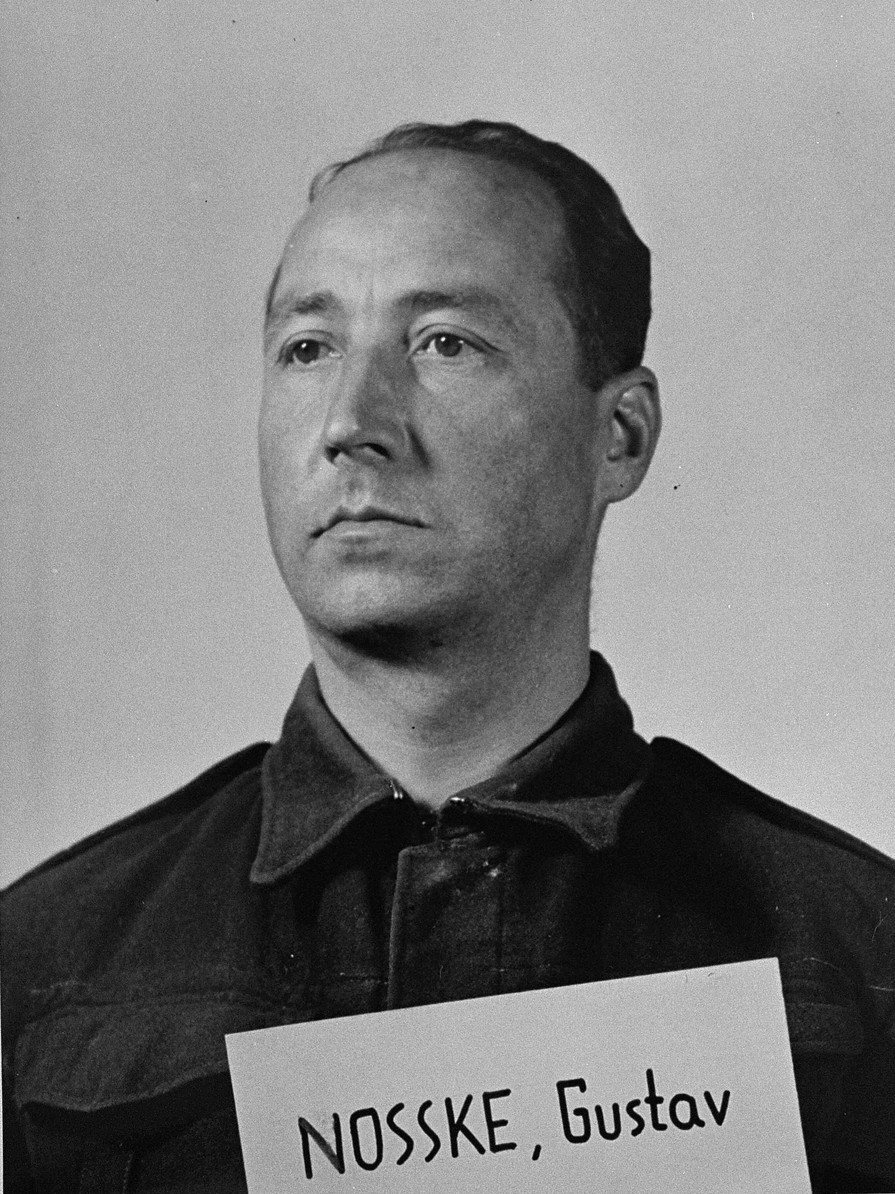
アインザッツグルッペン裁判の際のグスタフ・ノスケ

グスタフ・アドルフ・ノスケ（Gustav Adolf Nosske、1902年12月29日 ‐ 1990年頃）は、ナチス・ドイツ親衛隊（SS）の将校。最終階級は親衛隊中佐（SS-Obersturmbannführer）。第二次世界大戦中にソ連南西で移動殺人部隊アインザッツグルッペンの一部隊を指揮し、大量殺人を行った人物。

## 略歴
ハレ・アン・デア・ザーレ出身。ハレやアーヘンで法律を学び、弁護士となる。1933年に国家社会主義ドイツ労働者党（ナチス党）に入党し同時に親衛隊にも入隊。1935年にアーヘンのゲシュタポ長官代理となる。さらに翌年9月から1941年6月にかけてフランクフルト・アン・デア・オーダーのゲシュタポ長官を務めた。
独ソ戦開始とともにアインザッツグルッペンD（司令官オットー・オーレンドルフ）隷下のアインザッツコマンド12の隊長として東部戦線へ従軍。1942年2月16日から28日の間だけで1515人を殺害したことをベルリンに報告している（721人がユダヤ人、271人が共産主義者、74人がゲリラ、421人がジプシーや「反社会分子」など）。
1942年10月、国家保安本部IV局（ゲシュタポ局）D部（占領地部）部長として中央に呼び戻される。1943年には東部占領地域大臣 (Reichsministerium für die besetzten Ostgebiete)である アルフレート・ローゼンベルクのもとに配属され、国家保安本部との間の連絡将校となった。1944年夏にはデュッセルドルフの警察長官となる。
戦後、アメリカ軍のアインザッツグルッペン裁判にかけられるが、1944年9月に親衛隊及び警察高級指導者が発したデュッセルドルフの非ユダヤ人を配偶者に持つドイツ系ユダヤ人抹殺命令に背いたと裁判で主張し、その事実が認められた結果、判決は終身刑となった。1951年には懲役10年に減刑され、12月に釈放された。その後の消息は不明な点が多く、デュッセルドルフ近辺で生活し1990年前後に死亡したと推測されるが、確実なものは1965年3月26日に開かれたフランクフルト・アウシュビッツ裁判に証人として出廷していることが確認される程度である。。